# Jadwiga Ewa Klimkiewiczowa
Jadwiga Ewa Klimkiewiczowa z domu Glińska (ur. 3 lipca 1876 w Kielmach, zm. 1952 w Białymstoku) – inteligentka polska, społeczniczka. Zasłużona dla historii Białegostoku jako organizatorka i uczestniczka różnorodnych inicjatyw o charakterze społecznym i kulturalnym.

## Życiorys
Córka Franciszka Glińskiego i Eweliny z Sawickich. Rodzina w 1879 roku przeniosła się do Witebska i następnie w 1880 roku do Białegostoku. Jej ojciec był literatem i publicystą, współzałożycielem Towarzystwa Miłośników Sztuki ,,Muza”, współzałożycielem przedwojennej ,,Gazety Białostockiej”, organizatorem i dyrektorem Miejskiej Biblioteki Publicznej w Białymstoku. Klimkiewiczowa wzrastała w atmosferze domu, w którym szczególną rolę odgrywały patriotyzm i przywiązanie do polskości. Jadwiga w wieku 26 lat w 1902 roku wstąpiła w związek małżeński z Aleksandrem Klimkiewiczem pochodzącym z guberni lubelskiej. Jej wybranek, syn Adama i Marianny z Jóźwiaków, przed 1901 rokiem był zarządcą apteki homeopatycznej. Kilka lat później rodzina Klimkiewiczów wyjechała z Białegostoku. Aleksander podjął pracę najpierw w aptece w Drohiczynie Kobryńskim, a później w Pińsku, gdzie zmarł w 1909 roku. Jadwiga i Aleksander mieli dwoje dzieci – Tadeusza (1908–1921) i Zofię (1907–1985). W czasie II wojny światowej Klimkiewiczowa razem z córką trafiła do obozu na Majdanku, a następnie do obozu koncentracyjnego w Oświęcimiu (nr 78178). Po 1944 roku nowy Zarząd Miasta Białegostoku podjął decyzję o nadaniu jej dożywotniej zapomogi finansowej. 

## Działalność
Jadwiga Klimkiewiczowa już przed I wojną światową, po śmierci męża, wróciła do Białegostoku i zaangażowała się w organizację i współorganizację życia społecznego miasta, m.in. pracując charytatywnie. W 1910 roku otworzyła własną księgarnię w domu miejskim przy ul. Bazarnej (później Rynek Kościuszki 1), którą prowadziła do 1929 roku. Była również wydawcą i kolekcjonerką pocztówek przedstawiających ówczesny Białystok, wydawanych w dwóch językach. Angażowała się także w działalność organizacji społecznych, w 1913 roku była członkiem zarządu Żeńskiego Towarzystwa Dobroczynności „Żłobek”4. W 1920 roku była jedną ze współzałożycielek Stowarzyszenia Spółdzielczego Handlowo-Przemysłowego w Białymstoku. 
W latach 1919–1927 poświęciła się pracy w samorządzie miejskim Białegostoku. W pierwszych wyborach samorządowych w 1919 roku wystartowała z listy polskiej (pełniła funkcję skarbnika Wydziału Wykonawczego Polskiego Komitetu Wyborczego) i zdobyła mandat radnej, po czym została wybrana na sekretarza Rady Miejskiej. Funkcję radnej sprawowała do rozwiązania Rady Miejskiej w 1927 roku. W radzie zasiadała w komisji kulturalno-oświatowej, brała udział w pracach Komitetu Społecznego do Walki z Lichwą i Spekulacją (w 1921 roku). 
Na szczególne wyróżnienie zasługuje jej działalność polityczna i, co się z tym wiąże, czynny udział w tworzeniu kultury politycznej odnoszącej się do wzorców zachowań, „wzorców relacji” pomiędzy reprezentacją polityczną a mieszkańcami miasta. Jadwiga Klimkiewiczowa była jedną z dwóch radnych – kobiet w blisko czterdziestoosobowej Radzie Miejskiej Białegostoku. Należy dodać, że wówczas kobiety rzadko interesowały się polityką, również w przestrzeni lokalnej. Jadwiga Klimkiewiczowa w radzie zajmowała się sprawami budżetowymi, w tym preliminarzami wydatków i dochodów białostockiego magistratu, a także kwestiami miejskiej polityki socjalnej (dobroczynnej). Klimkiewiczowa wchodziła też w skład zarządu Rady Miejskiej. Wybór kobiety na członka rady był zjawiskiem wyjątkowym, budzącym w pewnym zakresie zdziwienie mieszkańców Białegostoku – po wyborze Klimkiewiczowej do Rady Miasta pojawiły się na ten temat kontrowersyjne komentarze w lokalnej prasie.